# 王伟 (永年伯)
王伟，中国明朝人物，明神宗元配显皇后（王皇后）的父亲，浙江余姚人。万历五年（1577年），被授予都督。
王伟虽为明神宗岳父，但最初只是锦衣卫千户。明神宗万历六年（1578年）大婚时，张四维向明神宗提议晋封王伟。张居正表示反对，认为前朝的晋封赏赐多而流于滥，造成很多不良后果。于是张居正只是把王伟从锦衣卫千户提升为锦衣卫指挥使，明神宗不快，催促之下，王伟才得晋封为永年伯，但不可世袭。张四维于是向明神宗建议，改王伟的爵位作世袭。
继晋封王伟为永年伯后，在万历七年（1579年），明神宗诏令内阁，拟旨要封王伟之弟王俊、子王栋世袭爵位。閣臣請求俱授錦衣正千戶。神宗说：“正德時，皇親夏助等俱授錦衣指揮使，世襲，今何薄也？”張居正等说：“正德時例，世宗悉已厘革，請授棟錦衣衛指揮僉事，俊千戶，如前議。”引用先朝典例，认为先皇对外戚封爵尚可，但外戚爵位官制世袭则不宜。这一建议得罪了皇后及其家人（外戚），亦使明神宗感到非常不快，被认为是张居正结怨于明朝皇室的开始，为其身后埋下了隐患。
张居正死后，神宗改永年伯为世袭。王偉死后，傳子王棟及曾孫王明輔，按制度襲伯爵。赐有封地韓家山（今八宝山）南面，后该处即有“皇庄”之称，建有護國聖壽大慈寺。與新建伯之孫王承勳交好，《萬曆野獲編》稱其「雖名外戚，而實酷貧」。	